# هیخار
هیخار (به اسپانیایی: Híjar) یک شهرستان در اسپانیا است که در استان تروئل واقع شده‌است.

## خصوصیات
هیخار ۱۶۵٫۴ کیلومترمربع مساحت و ۱٬۹۰۰ نفر جمعیت دارد و ۲۹۱ متر بالاتر از سطح دریا واقع شده‌است.